# 索利尼亚克苏罗什
索利尼亚克苏罗什（法語：Solignac-sous-Roche，法語發音：[sɔliɲak su ʁɔʃ]）是法国上卢瓦尔省的一个市镇，属于伊桑若区。

## 地理
索利尼亚克苏罗什（45°15'7"N, 3°59'50"E）面积8.65 平方千米，位于法国奥弗涅-罗讷-阿尔卑斯大区上盧瓦爾省，该省份为法国中南部省份，北起多姆山省和卢瓦尔省，西接康塔爾省，南至洛泽尔省，东临阿尔代什省。
与索利尼亚克苏罗什接壤的市镇（或旧市镇、城区）包括：勒图尔纳克、罗什昂雷尼耶、圣安德烈德沙朗孔、蒂朗日。

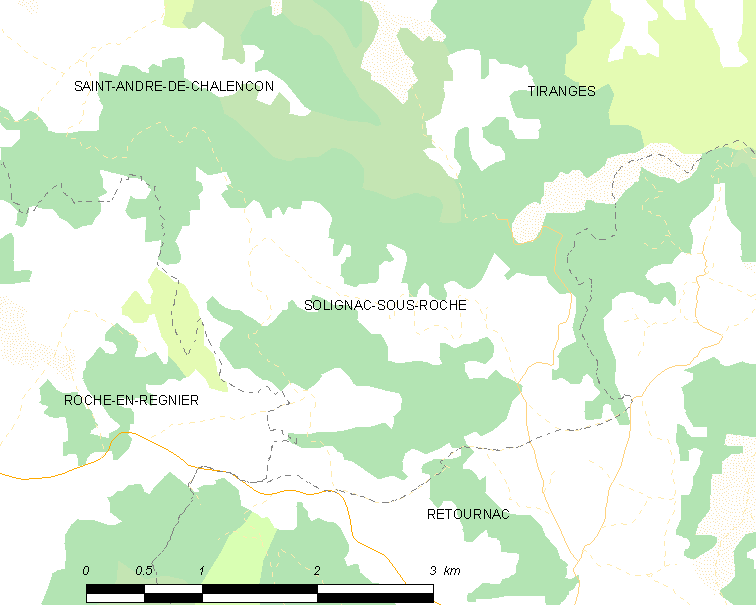
索利尼亚克苏罗什的OSM定位图

索利尼亚克苏罗什的时区为UTC+01:00、UTC+02:00（夏令时）。

## 行政
索利尼亚克苏罗什的邮政编码为43130，INSEE市镇编码为43240。

## 政治
索利尼亚克苏罗什所属的省级选区为巴斯昂巴塞县。

## 人口

1962-2008年间索利尼亚克苏罗什人口变化图示

索利尼亚克苏罗什于2022年1月1日时的人口数量为261人。